# Lepidotes
Ne pas confondre avec « lépidote », terme de botanique.
Lépidotes
Genre
Lepidotes (lépidotes en français) est un genre éteint de poissons osseux à nageoires rayonnées. Ces espèces étaient carnivores et vivaient le long des fleuves et lacs d'Europe du Jurassique inférieur (Toarcien).
Les dents fossilisées de Lepidotes, appelées crapaudines, étaient particulièrement recherchées pour leurs propriétés magiques supposées. Ce nom n'est pas spécifique à cette espèce.

## Systématique
Ne pas confondre ce genre Lepidotes Agassiz, 1832 avec le genre invalide Lepidotes Johnston & Tiegs, 1922 qui est un synonyme de Diplectanum [sensu lato] dont les espèces sont des parasites de poissons.

## Liste d'espèces
Selon Paleobiology Database (20 novembre 2020) :
- † Lepidotes elvensis de Blainville, 1818
- † Lepidotes bülowianus Jaekel, 1929
- † Lepidotes gloriae
- † Lepidotes gigas Agassiz, 1832
- † Lepidotes macropterus
- † Lepidotes walcotti Eastman, 1917
- † Lepidotes wenzae Brito and Gallo 2003
- † Lepidotus affinis
- † Lepidotus exiguus
- † Lepidotus gallineki
- † Lepidotus leedsi
- † Lepidotus lusitanicus
- † Lepidotus macrocheirus
- † Lepidotus occidentalis
- † Lepidotus palliatus
- † Lepidotus parvulus
- † Lepidotus semiserratus Agassiz, 1836
- † Lepidotus souzai
- † Lepidotus subovatus Münster 1842
- † Lepidotus subundatus Münster, 1846
- † Lepidotus tuberculatus
- † Lepidotus unguiculatus